# Franz Beckert
Franz Ernst Beckert (* 13. März 1907 in Neustadt im Schwarzwald; † 7. September 1973 ebenda) war ein deutscher Turner.

## Leben

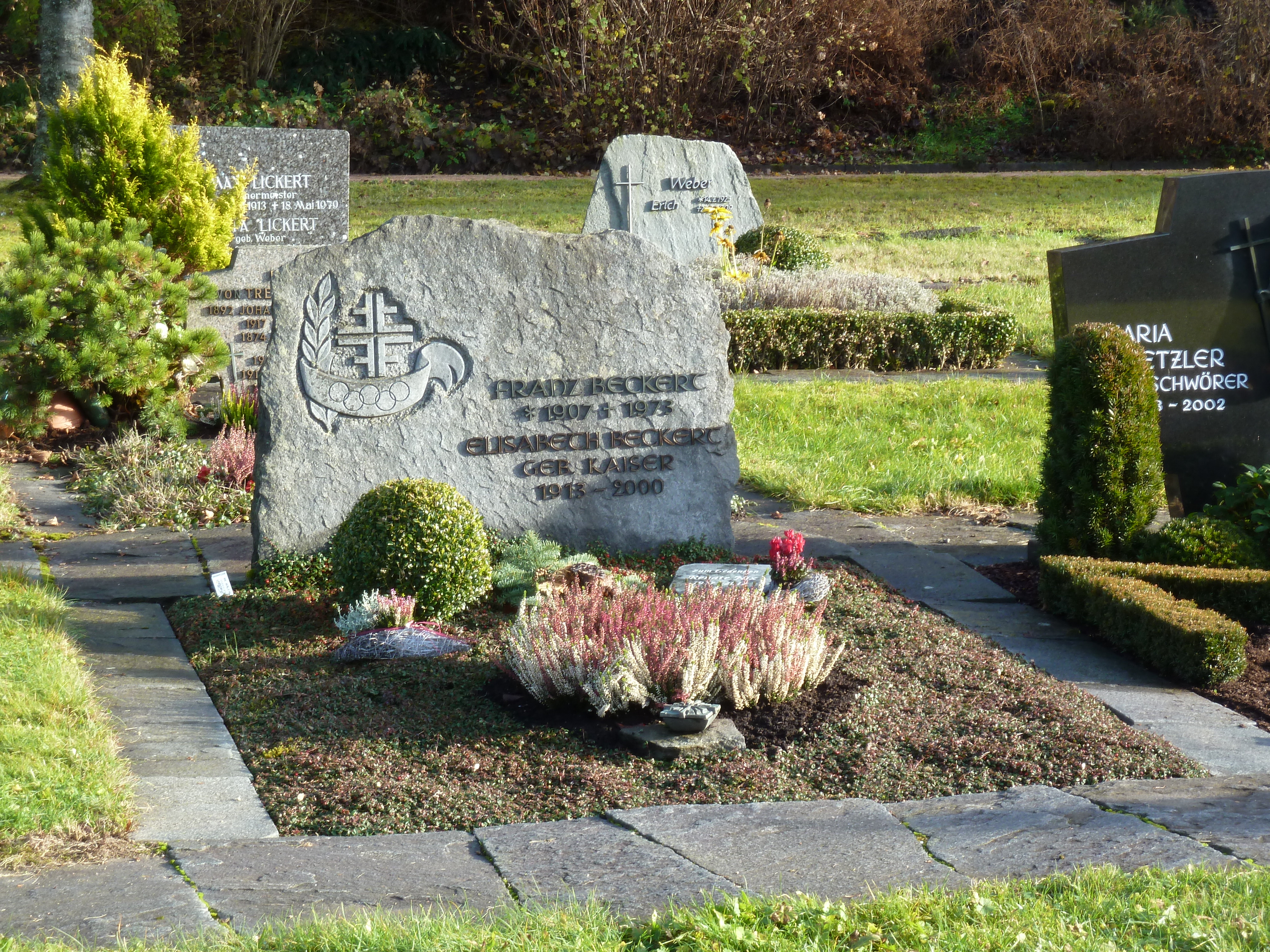
Grabstein von Franz Beckert und seiner Ehefrau in Hinterzarten

Franz Beckert trat im Alter von 13 Jahren dem Turnverein Neustadt bei. Bald war er in den 1930er Jahren einer der besten badischen Turner und wurde Mitglied der deutschen Nationalmannschaft. Bei den Weltmeisterschaften 1934 in Budapest belegte er im Ringeturnen den 5. Platz, damit gelang ihm der internationale Durchbruch.
Als Mitglied der Deutschlandriege turnte er am 17. Juni 1934 in Karlsruhe. Auch beim Kunstturnen Reichsheer-Deutsche Turnerschaft im Jahr 1935 nahm er für die Deutsche Turnerschaft teil.
Höhepunkt seiner Karriere war der Olympiasieg 1936 in Berlin im Mannschaftsturnen, wobei seine Stärken am Seitpferd und an den Ringen lagen. Einen weiteren großen sportlichen Erfolg erzielte Beckert 1937 bei einem Länderkampf in Budapest mit dem 3. Platz.
Im Zweiten Weltkrieg geriet er in sowjetische Kriegsgefangenschaft, aus der er erst 1949 zurückkehrte.
Franz Beckert verstarb am 7. September 1973 im Alter von 66 Jahren. Er ist in Hinterzarten begraben.
Das Hamburger Abendblatt bezeichnete ihn 1949 als „As im Ringeturnen“.

## Erfolge (Auswahl)

### Weltmeisterschaften 1934
- 3. Mannschaftsmehrkampf
- 11. Einzelmehrkampf

### Olympische Spiele 1936
- 1. Mannschaftsmehrkampf
- 15. Einzelmehrkampf
- 5. Ringeturnen[4]

## Ämter
Beckert war
- Oberturnwart seines Turnvereins,
- Kunstturnwart im Breisgauer Turngau,
- Kunstturnwart beim Badischen Turnerbund Süd und
- Vorsitzender des Badischen Turnerbundes Süd 1965 bis 1966

## Ehrungen und Auszeichnungen
- Zu seinen Ehren wurde die in Neustadt an der Friedhofstraße gelegene Sporthalle nach ihm „Franz-Beckert-Halle“ benannt.
- 1957 wurde ihm der Ehrenbrief des Deutschen Turner-Bundes verliehen.